# Союз настільного тенісу Республіки Сербської
Союз настільного тенісу Республіки Сербської  (серб. Стонотениски савез Републике Српске) — спортивна організація, яка займається розвитком й управлінням настільним тенісом в Республіці Сербській, в тому числі управління клубами й організацією змагань. Співпрацює з Міністерством спорту у справах сім'ї, молоді та спорту Республіки Сербської. Штаб-квартира: Прієдор, вулиця воєводи Степи Степановича, будинок 128А.
Союз офіційно зареєстрований 30 листопада 1999 року. Президентом союзу є Славко Студен, його заступником — Боян Мршич.

## Змагання під егідою Союзу
- Особиста першість Республіки Сербської серед чоловіків і жінок
- Особиста першість Республіки Сербської серед молоді
- Командна першість Республіки Сербської серед молоді
- Командна першість Республіки Сербської серед юніорів
- Індивідуальна першість Республіки Сербської серед дітей (три вікові категорії)
- Міжнародний турнір ветеранів та інвалідів в Прієдорі
- Табір настільного тенісу в Требіньє

## Клуби
У Республіці Сербії було зареєстровано 11 клубів: «Спін», «Баня Лука», «Борац» (усі — Баня-Лука), «Модрича Спін» (Модрича), «Прієдор» (Прієдор), «Перучиця» (Фоча) «Светі Сава» (Требіньє), «Какмуз» (Озрен), «Елан» (Шековичі), «Младост» (Рогатиця) і «Мімоза» (Мрконич-Град).